# Роберт Кан (композитор)
Роберт Кан (нім. Robert Kahn; 21 липня 1865, Мангайм, Німеччина — 29 травня 1951, Бідденден (англ. Biddenden), Кент, Англія) — німецький композитор, піаніст і музичний педагог. Брат банкіра Отто Кана, дядько джазового музиканта Роджера Вулфа Кана.
У 1882—1885 рр. навчався в Берлінській вищій школі музики, зокрема у Фрідріха Кіля, потім протягом року займався композицією в Мюнхені під керівництвом Йозефа Райнбергера.
Кан плідно працював в камерному жанрі, його твори написані в ліричному стилі, нагадують Мендельсона, Шумана і Брамса. Як і його друг Брамс, Кан цурався емоційної екстравагантності пізніх романтиків.
Твори: 2 струнних квартети, 2 фортеп'янних квінтети, 3 фортеп'янних квартети, 5 фортеп'янних тріо, 3 скрипкові сонати, 2 віолончельні сонати, «Mahomets Gesang» для хору та оркестру, безліч романсів, хори для жіночих голосів, фортеп'янні п'єси й ін.
Кан часто отримував замовлення на створення творів від кращих музикантів першої декади 20-го сторіччя аж до молодого Адольфа Буша, з яким вперше виконав свою сюїту для скрипки та фортеп'яно, тв. 69. Його перша скрипкова соната соль мінор, тв.5 (1886) була присвячена Йозефу Йоахіму, який виконав її, коли Кан був ще студентом в Берліні, і Клара Шуман згадує про цю сонату у своєму щоденнику. Друга скрипкова соната ля мінор, тв. 26 (1897) була також присвячена Йоахіму, тоді як Струнний квартет № 1 ля мажор, тв. 8 (1889) був вперше виконаний Квартетом Йоахіма. Його кларнетового тріо, тв.45 було присвячене і виконане знаменитим кларнетистом Ріхардом Мюльфельдом, який також був натхненником пізніх камерних творів Брамса. Прем'єра оркестрової серенади Кана була виконана Берлінським філармонічним оркестром під керуванням Ганса фон Бюлова.
Його учнів були Лео Шпіс, Артур Рубінштейн, Вільгельм Кемпф та інші.